# La Dame aux mille et une vies
Pour plus de détails, voir Fiche technique et Distribution.
La Dame aux mille et une vies est un téléfilm français réalisé par Pierre Goutas, sorti en 1983.

## Synopsis
Compositeur : Carlos Leresche

## Fiche technique
- Titre : La Dame aux mille et une vies
- Réalisation : Pierre Goutas
- Scénario : Michèle Ressi
- Société de production : TF1 Films Production
- Pays d'origine : France
- Musique : Carlos Leresche
- Genre : Comédie dramatique
- Durée : 95 minutes

## Distribution
- Danielle Darrieux : Maria
- Guillaume Petraud : Pierrot
- Pierre Destailles : Gustave
- Catherine Lafond : Dany